# Grèce au Concours Eurovision de la chanson 2020
La Grèce était l'un des quarante et un pays participants prévus du Concours Eurovision de la chanson 2020, qui aurait dû se dérouler à Rotterdam aux Pays-Bas. Le pays aurait été représenté par la chanteuse Stefania Liberakakis et sa chanson SUPERG!RL, sélectionnées  en interne par le diffuseur ERT. L'édition est finalement annulée en raison de la pandémie de Covid-19.

## Sélection
Le diffuseur grec ERT annonce sa participation à l'Eurovision 2020 le 7 septembre 2019. C'est le 3 février 2020 que le diffuseur annonce que sa représentante, sélectionnée en interne, sera Stefania. Sa chanson, intitulée SUPERG!RL, est présentée le 1er mars 2020.

## À l'Eurovision
La Grèce aurait participé à la deuxième demi-finale, le 14 mai puis, en cas de qualification, à la finale du 16 mai 2020.
Le 18 mars 2020, l'annulation du Concours en raison de la pandémie de Covid-19 est annoncée.